# Драмкондра (Мит)
Драмко́ндра (Драмконрат; англ. Drumcondra, Drumconrath; ирл. Droim Conrach, Дримь-Конрах) — деревня в Ирландии, находится в графстве Мит (провинция Ленстер). Является центром общины (civil parish) Драмкондра, входящей в волость Нижний Слейн (Slane Lower). Деревня окружена несколькими озёрами: Корстаун, Лох-Бракан, Ментрим.

## Демография
Население — 407 человек (по переписи 2006 года). В 2002 году население составляло 389 человек.
Данные переписи 2006 года:
| Общие демографические показатели |               |                               |                               |      |      |
| Всё население                    | Всё население | Изменения населения 2002—2006 | Изменения населения 2002—2006 | 2006 | 2006 |
| 2002                             | 2006          | чел.                          | %                             | муж. | жен. |
| 389                              | 405           | 16                            | 4,1                           | 202  | 203  |